# Euphorbia abdita
Euphorbia abdita es una especie fanerógama perteneciente a la familia Euphorbiaceae. Es originaria de las Islas Galápagos.

## Taxonomía
Euphorbia abdita fue descrita por (D.G.Burch) Radcl.-Sm. y publicado en Kew Bulletin 25: 172. 1971.
Etimología
Ver: Euphorbia Etimología
abdita: epíteto latino que significa "oculta".
Sinonimia
- Chamaesyce abdita D.G.Burch[3][4]